# Pagny-la-Ville
Pagny-la-Ville é uma comuna francesa na região administrativa da Borgonha-Franco-Condado, no departamento de Côte-d'Or. Estende-se por uma área de 6,72 km². Em 2010 a comuna tinha 424 habitantes (densidade: 63,1 hab./km²).